# 茨城町西インターチェンジ
茨城町西インターチェンジ（いばらきまちにしインターチェンジ）は、茨城県東茨城郡茨城町中央工業団地にある、北関東自動車道のインターチェンジである。茨城町の西部に位置する。
本項では、高速バスストップの『茨城町西インターバス停』についても記載する。

## 歴史
- 2000年（平成12年）3月18日：友部JCT - 水戸南IC間開通に伴い、供用開始[1]。
- 2006年（平成18年）12月23日：茨城町西インターバス停供用開始。

## 周辺
- 茨城中央工業団地
- 水府学院（少年院）
- 茨城町運動公園
- 国立病院機構水戸医療センター

## 道路
- E50 北関東自動車道（15番）

## 接続する道路
- 直接接続
  - 茨城県道59号玉里水戸線

## 料金所
- ブース数：5

### 入口
- ブース数：2
  - ETC専用：1
  - 一般：1

### 出口
- ブース数：3
  - ETC専用：1
  - ETC・一般：1
  - 一般：1

## バス停留所

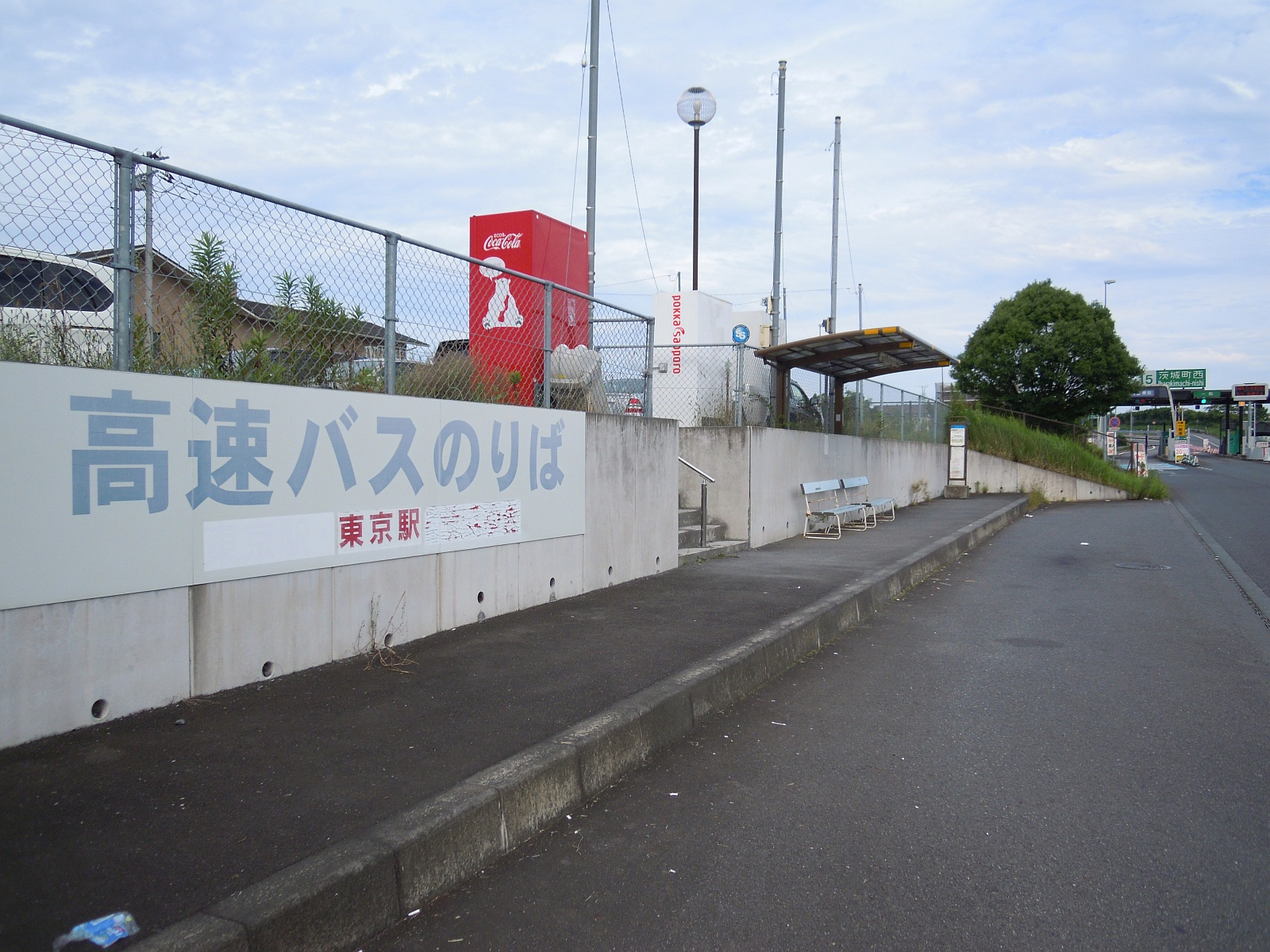
茨城町西インターバス停。右奥に見えるのは料金所

料金所のそばに高速バス専用のバス停が設けられている。バス停の設備は高速道路外に設けられており、停車するバスは一旦料金所を出て客扱いを行う形になる。

バス停脇には高速バス利用者用無料駐車場120台分が用意されている。駐車場から取り付けられている階段でバス停に降りられる。

### 茨城町西インターバス停留所
- みと号（県庁ルート）（関東鉄道・JRバス関東・茨城交通）
  - 東京駅行（乗車のみ）/ 水戸駅南口行（降車のみ）

石岡BS - 茨城町西インター - 県自動車学校

#### 備考
- 2006年12月23日 - 2010年10月31日までは勝田・東海号も当バス停で客扱いを行っていた（現在は通過）。
- 2007年4月1日 - 6月15日までは横浜行き高速バス『ベイライナー水戸・横浜号』も当バス停で客扱いを行っていた。
- なお、水戸～つくばを結ぶ高速バス『急行TMライナー』は当バス停開設後も一貫して当バス停では客扱いを行っていない。

## 隣
E50 北関東自動車道
(14) 友部IC - (8-2) 友部JCT - (15) 茨城町西IC - (15-1) 茨城町JCT - (16) 茨城町東IC